# جنير كورطران
جنير كورطران (بالتركية: Caner Kurtaran)‏ ممثل سينمائي وتلفزيوني تركي، ولد في مدينة إسطنبول، وتخرج في قسم المسرح. عاش مع عائلته في مدينة إسطنبول فترة طويلة، وبعد فترة بدأت قدراته التمثيلية تظهر بوضوح، ما أهله لدخول المعهد الفني، بعد عدة سنوات عمل على مسرح الدولة في إسطنبول. في عام 2005 شارك في فيلم «وادي الذئاب العراق» والذي يعتبر الأكثر تمويلا في تاريخ السينما التركية، وأثار جدلا كبيرا عند عرضه في أوروبا والدول العربية. وفي نفس العام شارك في مسلسل Güs Yangini، وبعده شارك في عدة مسلسلات من بينها: الأجنحة المنكسرة، والأوراق المتساقطة في دور «شوكت»، عشق وجزاء.

## روابط خارجية
- جنير كورطران على موقع IMDb (الإنجليزية)
- جنير كورطران على موقع قاعدة بيانات الفيلم (الإنجليزية)